# Gawłuszowice (gmina)
Gawłuszowice [ɡavwuʂɔˈvit͡sɛ] est une commune rurale de la Voïvodie des Basses-Carpates et du powiat de Mielec. Elle s'étend sur 33,8 km2 et comptait 2 792 habitants en 2010. Elle se situe à environ 16 kilomètres au nord de Mielec et à 62 kilomètres au nord-ouest de Rzeszów, la capitale régionale.